# حارة الانسي (صنعاء)
حارة الانسي هي إحدى حارات حي معين بمديرية معين إحد مديريات العاصمة اليمنية صنعاء، بلغ تعداد سكانها 1641 نسمة حسب تعداد اليمن لعام 2004.